# Stephan Roll
Stephan Roll (pseudonimul literar al lui Gheorghe Dinu sau Gheorghi Dinev) (n. 5 iunie 1903, Florina/Macedonia – d. 13 mai 1974, București) a fost un poet și prozator român, de origine macedoromână-bulgară, reprezentant al literaturii românești de avangardă.

## Biografie
Stephan Roll a intrat de timpuriu în mișcarea de avangardă. Împreună cu Ilarie Voronca este redactorul și directorul unicului număr din revista 75 HP (1924), apoi face parte din colectivul redacțional de la Punct (1924-1925) și Integral (1928). După apariția revistei unu (1928), devine unul din principalii ei colaboratori. Paralel desfășoară și o activitate publicistică susținută. Este mai cunoscut ca publicist sub numele său real, Gheorghe Dinu, și ca poet sub pseudonimul Stephan Roll.
Poezia pe care o scrie, fără să dovedească o virtuozitate metaforică egală cu aceea a lui Ilarie Voronca, îi particularizează scrisul, care parcurge toate etapele avangardismului românesc, de la textul cu trimiteri spre zona dadaismului, prin faza constructivistă, până la cultivarea unui imagism exultant. Mai mult decât oricare alt membru al grupului de la Integral, St. Roll a arătat o disponibilitate specială pentru joc, pentru jocul de-a literatura. Pe acest fundal, Stephan Roll își conturează un spațiu "naturist", tratat în manieră ludică și ironică, scriind despre "poeții sportsmeni și poezia agilă din universul electricității și al vitezei". Prezența parodiei cu adresare la poezia tradiționalistă și romantică împrumută uneori accente urmuziene. Este cu atât mai interesantă activitatea complementară de gazetar. Colaborează la Cuvântul liber, Adevărul, Dimineața etc. După 1930 se distanțează tot mai mult și ireversibil de avangardism, pe măsură ce se contura tot mai precis angajamentul său social și politic de stânga. Această activitate a sfârșit prin a o înlocui pe aceea de poet, depărtându-l de destinul de scriitor.

## Opera literară
- Poeme în aer liber, Tipografia Union, Colecția Integral, Paris, 1929 (cu 4 desene de Victor Brauner; tiraj de 162 de exemplare numerotate)
- Moartea vie a Eleonorei, editura unu, București, 1930 (cu 2 desene de Victor Brauner)
- Manifestație, Colecția Orizont, București, 1945 (cu desene de Medi W. Dinu și Jules Perahim)
- Ospățul de aur, Editura pentru literatură, București, 1968 (prefață de Alexandru Philippide; reeditată în 1986 sub îngrijirea lui Ion Pop)
- Baricada din călimară. Articole social-politice, cultural-literare, reportaje, Editura Eminescu, București, 1979 (copertă de Rodica Sora; apărut postum sub numele de Gheorghe Dinu)
- Statuile de fum. Versuri și proză, Cartea Românească, București, 1984 (prezentare de George Macovescu)

## Citat
"Privește: lumina e albă ca pieptul păsărilor de mare
in corpore pitpalacii
își chiuie limbile
ecoul umple gurile văzduhului
și clopotele de aer
Eu sunt mai înalt decât tine
cu o vrabie" (Stephan Roll)